# Justin Mauriello
Justin Mauriello est leader, chanteur et guitariste dans le groupe de rock alternatif Darling Thieves.

## Carrière musicale

### Zebrahead (1996 - 2004)
Mauriello est un des membres fondateurs du groupe de punk-rock américain Zebrahead, avec le guitariste Greg Bergdorf et le batteur Ed Udhus, du groupe 409, et avec le bassiste Ben Osmundson du groupe 3-Ply. Ils commencèrent leur collaboration en faisant inclure à Zebrahead des éléments du ska-punk et du hip-hop, en recrutant le rappeur Ali Tabatabaee. La chanson Get Back off de leur album Waste of Mind passa à la radio. Leur album suivant,  Playmate of the Year, a eu un clip associé qui est passé sur Playboy TV. Leur quatrième album, MFZB, porte le nom de leur fanclub.

### I Hate Kate/Darling Thieves (depuis 2004)
Mauriello quitta Zebrahead peu après leur tournée japonaise de 2004, et a été remplacé par Matty Lewis. Mauriello avait fondé le groupe Darling Thieves, (qui s'appelait alors I Hate Kate), alors qu'il était encore parmi Zebrahead, et ce nouveau groupe devint sa principale occupation. Darling Thieves sortit son premier album Embrace the Curse en 2007, avec des clips vidéos pour les singles de l'album: It's Always Better et Bed of Black Roses. Un second album, Race to Red, est sorti en 2010, avec des clips vidéos pour les chansons Unspoken et Free without you.

### Carrière solo (depuis 2010)
Mauriello a récemment sorti un album de reprises, intitulé Justin Sings the Hits.

## Discography
Solo
- Justin Sings the Hits (2010)

Darling Thieves
- Act One (2006)
- Embrace the Curse (2007)
- Race to Red (2010)

Zebrahead
- Zebrahead (1998)
- Waste of Mind (1998)
- Playmate of the Year (2000)
- Stupid Fat Americans (2001)
- MFZB (2003)
- Waste of MFZB (2004)